# Juho Pirttijoki
Juho Janne Eemeli Pirttijoki, född 30 juli 1996 i Toijala, är en finländsk fotbollsspelare som spelar för TP-49.

## Karriär
Pirttijokis moderklubb är TP-49. Han gick därefter till Haka. Inför säsongen 2016 värvades Pirttijoki av HIFK, där han skrev på ett tvåårskontrakt.
I februari 2017 värvades Pirttijoki av GIF Sundsvall, där han skrev på ett treårskontrakt. Pirttijoki gjorde allsvensk debut den 11 april 2017 i en 2–0-förlust mot Malmö FF.
Den 4 juli 2018 lånades Pirttijoki ut till KuPS på ett låneavtal över resten av säsongen 2018. Den 29 januari 2019 blev det klart med en övergång till KuPS, på ett tvåårskontrakt. Den 9 februari 2022 värvades Pirttijoki av Lahti, där han skrev på ett ettårskontrakt med option på ytterligare ett år.
I januari 2024 avslutade Pirttijoki sin fotbollskarriär på elitnivå på grund av skadebekymmer. Han återvände sedan till moderklubben TP-49 och gjorde två mål på tre matcher i Trean 2024. Pirttijoki har även spelat futsal för TP-49.